# آئین‌های ایرانیان در اسناد یونانی
آئین‌های ایرانیان در اسناد یونانی یه آثار نویسندگان یونانی و قراین و شواهد نوشته‌های آنان دربارهٔ آیین‌ها و ادیان ایران باستان اشاره دارد. با تمام کوششی که در تنظیم و بررسی این نوشته‌ها صورت گرفته، گاه تعبیرات و گزارش‌ها در موارد مهم و اساسی با یکدیگر متناقض است. در این تناقض عامل زمان و مکان نقش مؤثری دارد. باورهای ایرانی در پهنای یک شاهنشاهی بزرگ و در طول قرون متمادی با تاریخی پرماجرا دستخوش تغییراتی شده و دگرگونی‌های فراوانی را پذیرفته‌است.

### هرودوت
باورها و عقایدی که هرودوت شرح می‌دهد، به‌طور تقریبی به سال ۴۴۵ پیش از میلاد منطبق با ۵۰ سال پس از مرگ داریوش بزرگ مربوط می‌شود.
بی‌گمان در روایت هرودوت مراد از زئوس در هنگام گفتگو دربارهٔ خدای برین همان اهورامزدا است. اهورامزدا یکی از مهم‌ترین ایزدان آیین باستانی اوستایی است که در گات‌های زرتشت در درجهٔ اول اهمیت قرار گرفته‌است. ستایش این خدا هم از مذهب مزدیسنا در مفهوم اصطلاحی آن و هم از نوآیینی و دین‌آوری زرتشت باستانی‌تر است. در سخن هرودوت هیچ نشانی از شخص زرتشت نیست. خواننده هیچ‌یک از ویژگی‌های اساسی آیین اوستایی را در این‌جا نمی‌یابد به هوم و موقعیت مهم و اساسی آتش در برگزاری مراسم دینی زرتشتی هیچ اشاره‌ای نرفته‌است. به گفتهٔ هرودوت مغ در هنگام مراسم تاجی از اسپرغم بر سر می‌گذاشت این یک رسم ویژهٔ پارسی است و شاید از بومیان انیرانی و غیرآریایی فرا گرفته بودند در صورتی‌که در مراسم پرستش اوستایی چنان‌که هنوز در میان پارسیان هند رواج دارد، موبد باید سر خود و همچنین پایین چهره‌اش را با پنام بپوشاند تا دم او آتش را نیالاند. بدین ترتیب می‌توان تصور کرد دینی که هرودوت به ایرانیان نسبت داده‌است، آیین زرتشتی نبوده بلکه گونهٔ ابتدایی آیین کهن ایرانی است که بر اساس چندتا پرستی و ستایش نیروهای مینوی شدهٔ گیتی استوار بوده‌است. این کیش به باورهای ودایی بیشتر از آیین زرتشتی نزدیک است. دین ایرانی‌ای که هرودوت توصیف کرده‌است، با آیین اوستایی تنها در مورد عقایدی که بازماندهٔ باورهای دوران هندوایرانی است هماهنگی دارد و برخی از این باورهای کهن را، باوجود دگرگونی و جابه‌جایی‌های فراوان هنوز می‌توان در اوستا تشخیص داد.

### گزارش دیگر مورخان یونانی
شخص زرتشت و تعلیمات مغان بر روی افکار و اندیشه‌های یونانی تأثیری پرداخت که راست و واقعی بود اما نمی‌توان چنان انگاشت که یونانیان تنها یک گونهٔ واحد آیین ایرانی را می‌شناختند. کیش‌ها و گونه‌های متفاوتی از آیین ایرانی در آثار مورخان یونانی به چشم می‌خورد. هر یک از این کیش‌ها به دورهٔ متفاوتی تعلق دارد و شاید هر کدام در محدودهٔ معینی از سرزمین ایران رواج داشته‌است. نه یونانیان و سریانی‌ها و نه نویسندگان ارمنی، هیچ‌یک از زرتشت و از آیین او که در گات‌های اوستا بازگو شده‌است، آگاهی نداشتند. برداشت اساطیری دربارهٔ زرتشت از پرتوِ وجودِ اودوکسوس کنیدوسی که هم‌زمان با افلاطون در میانهٔ سدهٔ چهارم پیش از میلاد می‌زیسته‌است، بر جا مانده‌است. چنین برداشت‌های افسانه‌ای پیرامون زرتشت، از ایران غربی سرچشمه گرفته‌است و چنان‌که پیداست جا یا جاهایی که چنین داستان‌هایی پرداخته‌شده، باید از خاستگاه زرتشت فاصلهٔ بسیاری داشته‌باشد. این نکته را باید در نظر داشت که مورد گسترش آیین زرتشتی در زمان باستان اغراق شده‌است، به احتمال زیاد آیین زرتشت در آغاز یک نهضت محلی در ایران شرقی بوده‌است که هنوز مرزهای آن مشخص نشده‌است. این آیین نو با مقاومت و مقابلهٔ شدید کیش‌های رایج مواجه شد و برای مدتی دراز نتوانست به برتری و چیرگی کامل برسد و چون گسترش یافت، دگرگون شد. آیین زرتشت با آیین‌هایی که در پی انداختن آن‌ها برخاسته بود، درآمیخت و مزدیسنا به گونه‌ای بسیار متفاوت در ایران انتشار یافت.
- پرستشگاه:بین روایت هرودوت که ایرانیان پرستشگاه نداشتند و گفتار داریوش بزرگ در کتبیه‌ها مبنی بر اینکه پرستشگاه‌هایی را که گئومات مغ ویران کرده‌بود او دوباره ساخته‌است، مغایرتی به چشم می‌خورد. لیکن هر گاه این حقیقت را بخاطر بیاوریم که میان گونه‌های سنتی و رسمی آیین و ستایش و گونه‌های عامیانهٔ آن فرقی بوده‌است، این مغایرت منتفی می‌شود. امروزه می‌دانیم که در دین و آئین هندواروپایی نه پرستشگاه وجود داشته‌است، نه تندیس و پیکرهٔ خدایان اما برافراشتن معابد و تندیس‌ها که سامی‌ان از زمان‌های بسیار پیشین دارا بودند، از دیرباز در مذهب عامهٔ مردم ایران پذیرفته شده‌بود و بنا نهادن دوبارهٔ آن‌ها در واقع یکی از شیوه‌های سیاست مذهبی این پادشاه برای جلب دوستی و اعتماد مردم تلقی می‌گردد که در عین حال نشانه‌ای از تحمل و بی‌تعصبی شاهان هخامنشی نسبت به ادیان و آیین‌های گوناگون به‌شمار می‌آید که در شاهنشاهی آنان معمول بود.[۸]
- قربانی: مورخ یونانی از قربانی حیوانات بر فراز کوه‌ها سخن می‌گوید. این همان رسم قربانی است که زرتشت در پی برانداختن آن بود ولی ذکر برگزاری این گونه آئین‌های قربانی در یشت‌ها می‌رساند که این رسم بعد از زرتشت هم چنان بر جای مانده و دوام داشته‌است.[۹]
- ستایش ایزدان:خدایان اصلی که هرودوت برشمرده‌است، همه از ایزدان اوستایند: خورشید همان مهر در اوستاست، ماه همان ماه ایزد، آتش همان آذر، آب همان اپام نپات و باد همان وای ایزد است. این خدایان همه در ضمن مهمترین یشت‌ها ستوده شده‌اند که نشان می‌دهد که پرستش آنان از دیرباز معمول بوده و ستایش آن‌ها در مذهب عامهٔ مردم هم چنان باقی‌مانده و پاییده‌است ولی نام هیچ‌کدام از آنان در گات‌های زرتشت نیامده‌است.[۹]
- پرستش آناهیتا: آناهیتا از روی باورهای ایرانی مظهر دلیری زرم جویانه و خرد همچنین باروری و فراوانی بود و در آسیای صغیر که شاید اصل او را در آنجا بتوان جستجو کرد، از شهرتی بی‌نظیر برخورداری داشت.[۱۰]
- تدفین مردگان:تدفین مردگان از نظر مزدیسنا گناهی بزرگ شمرده‌می‌شود. هرودوت در مورد اختلاف رسم تدفین مردگان میان مغان و پارس‌ها اشاره کرده‌است. به قول هرودوت تنها مغان یعنی ماد‌ها و نه پارس‌ها نعش مردگان را پیش جانوران و پرندگان می‌اندازند. از آنجا که این رسم به خزرها و بلخی‌ها نیز نسبت داده شده‌است، چنان می‌نماید که این یکی از رسم‌های ویژهٔ قبایل ایرانی کهن باشد که در جلگه‌های شمال زندگی چادرنشینی داشتند و امری را که بنا به اقتضای وضع آب و هوا و طرز معیشت آن‌ها از ضرورت‌های زندگی بوده به صورت یک رسم مذهبی درآورده‌اند. به خاک سپردن مردگان یک آئین پارسی است که بعدها به تدریج متروک شده‌است. سندی بسیار جالب در این مورد از برده‌ای ایرانی به نام اوفراتس (Eufhrates) به دست آمده‌است. «مرا مسوزان، آتش را از برخورد تن من میالای، من پارسیم، نیاکانم نیز پارسی بودند و گناه آلودن آتش به نزد ما گران‌تر از مرگ است. مرا به خاک بسپار، مولایم، ولی برتنم آب تطهیر نیفشان چون من آب‌ها را نیز گرامی می‌دارم.»[۱۱]
- برسم:نهادن گوشت قربانی بر روی گستره‌ای از گیاهان، ما را به هند در دورهٔ ودا‌ها متوجه می‌کند. هندوان آن دوره نیز قربانی را بر بستری از گیاهان که برهیس نامیده‌می‌شد پهن می‌کردند. برابر اوستائی این واژه برزیش است که معنی بالش می‌دهد و مفهوم ویژهٔ دینی آن فراموش شده‌است.[۱۲]
- کشتن خرفستران: کشتن خرفستران در وندیداد آمده‌است که خود از باورهای عامیانه سرچشمه گرفته‌است. از این عمل کشتن خرفستران می‌توان استنباط کرد که مغان به نوعی جهان شر قایل بودند و در نتیجه محتملاً به اصل ثنویت، باور داشتند و این مورد دیگری است که در آن باورهای مغان مادی هم با دین پارسی و هم با آیین زرتشت ناسازگار است.[۱۳]
- دروغ:گفتار هرودوت دربارهٔ نفرت و بیزاری ایرانیان نسبت به دروغ یادآور این پند داریوش است: «تو که روزی شاه خواهی شد، از دروغ بپرهیز، مردی که دروغزن است او را با شدیدترین سزاها کیفر ده.» اینکه این مطالب در بخش‌های متأخر اوستا نیز آمده‌است خود نشانهٔ اینست که این گونه معتقدات از ویژگی‌های و خصوصیات همیشگی و عمومی ایرانیان بوده‌است.[۱۴]
- آئین کهن ایرانی: بی‌گمان در روایت هرودوت مراد از زئوس در هنگام گفتگو دربارهٔ خدای برین همان اهورامزداست. باید توجه داشت که این تنها یک مورد از موارد بی‌شماریست از گرایش و تمایل یونانیان و رومیان که می‌خواستند بر خدایان مردم بیگانه نام خدایان خود را بگذارند. اهورامزدا یکی از مهم‌ترین ایزدان آیین باستانی اوستایی است که در گات‌های زرتشت در درجهٔ اول اهمیت قرار گرفته‌است. ستایش این خدا هم از مذهب مزدیسنا در مفهوم اصطلاحی آن و هم از نوآئینی و دین‌آوری زرتشت باستانی‌تراست. در سخن هرودوت هیچ نشانی از شخص زرتشت نیست. خواننده هیچ‌یک از ویژگی‌های اساسی آئین اوستایی را در این‌جا نمی‌یابد به هوم و موقعیت مهم و اساسی آتش در برگزاری مراسم دینی زرتشتی هیچ اشاره‌ای نرفته‌است. به گفتهٔ هرودوت مغ در هنگام مراسم تاجی از اسپرغم‌ها بر سر می‌گذاشت این یک رسم ویژهٔ پارسی است و شاید از بومیان انیرانی و غیرآریایی فرا گرفته‌بودند، در صورتی‌که در مراسم پرستش اوستایی چنان‌که هنوز در میان پارسیان هند رواج دارد موبد باید سر خود و هم چنین پایین چهره‌اش را بپوشاند تا دم او آتش را نیالاند. بدین ترتیب می‌توان تصور کرد دینی که هرودوت به ایرانیان نسبت داده‌است، آیین زرتشتی نبوده بلکه گونهٔ ابتدائی آئین کهن ایرانی است که براساس چندتاپرستی و ستایش نیروهای مینوی شدهٔ گیتی استوار بوده‌است. این کیش به باورهای ودایی بیشتر از آئین زرتشتی نزدیک است.[۱۵] دین ایرانی‌ای که هرودوت توصیف کرده‌است، با آئین اوستائی تنها در مورد عقایدی که بازماندهٔ باورهای دوران هندوایرانی است هم‌آهنگی دارد و برخی از این باورهای کهن را، باوجود دگرگونی و جابجایی‌های فراوان هنوز می‌توان در اوستا تشخیص داد.[۱۳]

### روایت استرابو
استرابو در فاصلهٔ سال‌های ۶۳ قبل از میلاد تا ۱۹ پس از میلاد زندگی می‌کرده‌است. استرابو نیز مانند همهٔ مورخان یونانی بخش عمده‌ای از آگاهی‌های خود را از هرودوت اقتباس کرده‌است. استرابو آیین و مراسمی را که برگزار آن‌ها را در کاپادوسیه خود به چشم دیده‌است به شرح زیر در رسالهٔ جغرافیا بیان می‌کند

 رسم‌های پارسیان و مادها و بسیاری از مردمان بهم همانند است. ایرانیان میان آب و آتش از لحاظ رسم‌های قربانی فرقی قائلند. در مورد آتش کنده‌های هیزم بی‌خار بر آتش می‌نهند و از بالا چربی بدان می‌ریزند و آنگاه در حین پاشیدن روغن آن را از پایین می‌افروزند و هرگز بر آتش نمی‌دمند بلکه با بادبزن آن را باد می‌زنند و کسانی را که آتش را با لاشهٔ مرده یا چیزهای ناپاک آلوده‌اند، می‌کشند. در مورد آب زمانی‌که ایرانیان به دریاچه یا رود یا چشمه‌ای رسند، گودال‌های بزرگ کنده قربانی را در کنار آن می‌کشند و سخت پروای آن دارند که هرگز خون به آب نیامیزد چون این کار سبب آلودگی آب خواهد بود. پس از آنکه گوشت قربانی را روی گستره‌ای از گیاه مورد یا برگبو به ترتیب چیدند، مغان آن را با شاخه‌های درخت که در دست گرفته‌اند لمس کرده و به زمزمهٔ سرودی می‌پردازند. در کاپادوسیه سرزمینی که طایفهٔ مغان که آن‌ها را آذر-موبدان می‌خوانند و نیز معابد ایزدان ایرانی بی‌شمار است، حیوان قربانی را با کارد سر نمی‌برند بلکه آن را با ضربهٔ کندهٔ درختی که به دستهٔ هاون ماننده‌است، بی‌جان می‌کنند. در آنجا هم چنین آتشکده‌ها وجود دارد، بناهای غریبی که در آنجا مغان پاسدار آتشی هستند که هرگز خاموش نمی‌شود. مغان روزها به آتشکده آمده در برابر آتش، نزدیک به یک ساعت، یه زمزمه می‌پردازند در حالیکه دسته‌ای از شاخه‌ها را به دست گرفته و روپوشی نمدین پوشیده‌اند که هر دو گونه و لبهایشان را می‌پوشاند. این رسم‌ها را من به چشم خود دیده‌ام.</ref>

### روایت پلوتارخ و تئوپمپوس
پلوتارخ (زمان حیات از ۴۶ تا ۱۲۰ میلادی) در روایت خود تا دربارهٔ دین مغان تا حدی از تئوپمپوس ( تاریخنگار یونانی زادهٔ پیرامون ۳۸۰ پیش از میلاد) نقل قول می‌کند و بدینسان بخشی از اسناد پلوتارخ به نیمهٔ اول سدهٔ چهارم پیش از میلاد مربوط می‌شود. این رساله در واقع به ما امکان می‌دهد که دربارهٔ اصول دین، آئین و مراسم و نیز روایات مربوط به رستاخیز در آئین ایرانیِ زروانی بپردازیم:

گروهی از مردمان به دو خدا باور هم دارند که بسان دو بنایان یکی آفریدگار نیکی‌ها و دیگری پردازندهٔ چیزهای یاوه و بی‌سود است. و اما گروهی دیگر توانِ نیک را خدا و آن دیگری را دیو دانند. زرتشت مغ که گویند پنج هزار سال پیش از جنگ تروا می‌زیست. او یکی از این دو بن را هرمزد و دیگری را اهریمن نامید و نیز نشان داد که هرمزد روشنی را ماند بیش از هرچیز که به دریافت حواس درآید و حال آنکه اهریمن به تاریکی و نادانی ماننده‌است و میانجی بین آندو مهر است و از این روست که ایرانیان او را مهرِ میانجی خوانند.
نیز آنان دربارهٔ خدایان اسطوره‌های فراوان بازگو کنند، چنان‌که: هرمزد زادهٔ آویژه‌ترین روشنی‌ها و اهریمن زادهٔ تاریکی و تیرگی با همدیگر در کارزار و نبردند. هرمزد شش خدای آفرید، اهریمن نیز به هم چشمی شش دیو آفرید. آنگاره هرمزد خویشتن را سه برابر فراخ کرده و بگسترد و خود را از خورشید برکشید به همان اندازه که خورشید از زمین برکشیده‌است. او آسمان را به ستاره‌ها آراست و ستارهٔ شعرای یمانی را چون پاسدار و دیده ور بر سر آنان گماشت و بیست و چهار خدای دیگر آفریده همه را درون تخم مرغی بنهاد ولی بیست و چهار دیو که زادهٔ اهریمن بودند، به درون تخم مرغ خلیدند (افتادگی در متن) و این چنین چیزهای بد با نیکی‌ها آمیخته‌اند اما زمان معینی خواهدآمد که اهریمن آورندهٔ بیماری و خشکسالی باید یکباره نابود شود و نیست گردد و آنگاه زمین هموار و همطراز می‌شود و مردمان زندگی یکسان و شهریاری و کشوری یکتا خواهندداشت و همگی خجسته گشته به یک‌زبان سخن خواهند گفت و تئوپمپوس گوید که به باوری مغان برای سه هزار سال متوالی یکی از این دو خدا سالاری و فرمانروایی می‌کند و آن دیگری تن در می‌دهد و در سه هزار سال بعدی آندو با یکدیگر به ستیزه و کارزار پرداخته و به قلمرو همدیگر می‌تازند اما در فرجام اهریمن بشکند و مردمان شاد شوند و بی‌نیاز از خواسته و بی‌سایه.

- قربانی برای اهریمن: به نوشتهٔ پلوتارخ اهرمزد و اهریمن هر یک مطابق سرشت و جوهر خود فدیه و قربانی دریافت می‌دارند. اندیشهٔ قربانی کردن برای اهریمن به تنهایی از نظر مزدیسنان بدعت و کفر محسوب می‌شود. بدین ترتیب گزارش پلوتارخ از همان آغاز به قلمرویی خارج از مزدیسنا مربوط می‌گردد. به عبارت دیگر دینی که بوسیلهٔ روایت پلوتارخ دربارهٔ آن آگاهی حاصل می‌کنیم یکی از کیش‌هایی است که مزدیسنا به صورت رفض و بدعت طرد و محکوم می‌کند به‌طور مثال در آیین مهری لوحه‌هایی اهدایی خطاب به اهریمن ایزد بازمانده‌است. اومومی (Omomi) نام دیگر معجون اومومیوم است که در مراسم نیایش و قربانی اهریمنی به کار می‌رفته‌است هم چنان‌که هوم در مراسم قربانی مزدا مقدس شمرده می‌شد. گرگ نماد آز و بی‌رحمی است و در آسیای صغیر نمایندهٔ نیروی شر محسوب می‌شود. امکان تأثیرپردازی بعضی از سنت‌های مردمان بومی نیز در این مورد بعید نمی‌نماید.
- خداوندان دوگانهٔ ایزد و دیو و خدایی میانجی: پلوتارخ از همتایی و برابری دو ایزد سخن می‌گوید که هر یک از آندو آفریدگار نیمی از جهان هستند. با مراجعه به آثار ارسطو معلوم می‌شود که این دو خدای ایرانی از دیر باز در یونان با زئوس و هادس یکسان شمرده شده‌اند. همتوانی اهرمزد و اهریمن حرمت یکسانی که هر دو از آن به یک اندازه برخوردارند، خلقت و آفرینش‌های همانند و ستیزه ایکه هر دوی آن‌ها با نیروهای برابر در آن درگیر می‌شوند تنها در نظامی قابل فهم و توجیه است که مطابق آن یکی از این دو بن مقدم بر آن یکی و برتر از دیگری نبوده بلکه هر دو بسان ایزدان همزاد و هم توان انگارده می‌شوند. این نظام همان است که تحت عنوان آئین زروانی مشهور است و مطابق اصول این آئین زمان اکران اوستائی زروان خدای برین است که اهرمزد و اهریمن را زاده‌است.
- پلوتارخ مهر را میانجی نامیده در حالی که در هیچ متن ایرانی برای مهر چنین لقبی ذکر نشده‌است. تردیدی نیست که نقش میانجی‌گری مهر خصوصیتی است مربوط به آئین زروانی. ازنیک اسقف ارمنی دربارهٔ یکی از رویدادهای مربوط به ستیز هرمزد و اهریمن شرحی کوتاه و پیچیده آورده‌است:

 اهریمن هرمزد را به میهمانی خواند. هرمزد فرا رسید ولی به شرطی پذیرفت نان بخورد که نخست پسران آن دو به زورآزمایی پردازند. چون پسران اهریمن بر پسران هرمزد چیره شدند، پدرانشان به جستجوی داوری پرداختند و چون کسی را نیافتند. خورشید را از برای این منظور آفریدند.
دین مانی با آئین زروانی بیش از هر کیش دیگری ارتباط و بستگی دارد. شبیه این اسطوره در دین مانوی نیز دیده‌می‌شود. پاسداری پیمان بین مینوی نیک و بد از وظایف مهر است. اینک این پرسش پیش می‌آید که مهر چگونه پیمانی بین دو ایزد همآویز بسته‌است؟ تصور می‌رود عهد و قراری است که ترتیب فرمانروایی دو ایزد بر جهان و زمان پادشاهی هر یک از آنان از روی آن تعیین می‌شود.
پرستش ستارگان:باید دانست که پرستش ستارگان در هیچ کیش ایرانی به اندازهٔ آیین زروانی رواج نداشته و در واقع یونانیان این آیین را بیش از یک نظام مذهبی به صورت یک دستگاه و شارستان نجومی فرض کرده‌اند.
نابودی اهریمن: پلوتارخ آورده‌است که در پایان زمان اهریمن به سبب بدی‌ها و پتیارگی‌هایی که به جهان آورده نابود خواهد شد.
مدت شهریاری هرمزد و اهریمن و زمان نابودی اهریمن: به گفتهٔ تئوپمپوس که در روایت پلوتارخ از آن یاد شده هر یک از دو بن به نوبت سه هزار سال فرمانروایی خواهند کرد و در طول سه هزار سال فرجامین هر کدام خواهد کوشید که آن دیگری را نابود کند. در سنت زروانی مدت زمان بین آفرینش و نابودی اهریمن نه هزار سال است و در منابع مزدیسنا دوازده هزار سال.
مردمان بی‌سایه: به گفتهٔ پلوتارخ پس از پایان کارزار مردمان شاد خواهند شد و بی‌نیاز از خواسته و سایه. معنی سادهٔ آن اینست که هرمزد باشنده در میان روشنی درخشش بیکران خود را متجلی خواهد کرد و سایه‌ها که گونه‌ای از تاریکی هستند و از اهریمن برخاسته‌اند برای همیشه ناپدید خواهند شد.